# Włodzimierz Piliński
Włodzimierz Piliński (ur. 17 czerwca?/30 czerwca 1911 w Chabnoje, gubernia kijowska, zm. we wrześniu 1991 w Kijowie) – inżynier, podpułkownik wojsk inżynieryjnych Armii Czerwonej, generał brygady Wojska Polskiego.

## Życiorys
Pochodził z rodziny polsko-ukraińskiej, ojciec Polak, matka Polka figuruje jako Ukrainka . Po ukończeniu studiów wyższych został powołany do Armii Czerwonej. W 1935 ukończył Wojskową Szkołę Inżynierii w Kijowie i służył w linii. Po ataku Niemiec na ZSRR w 1941 brał udział w walkach na Froncie Leningradzkim.
Od kwietnia 1944 w stopniu podpułkownika w Wojsku Polskim, początkowo szef sztabu 3 Brygady Pontonowo-Mostowej, później szef sztabu 1 Brygady Saperów. Przeszedł z nią cały szlak bojowy 1 Armii Wojska Polskiego.
Po wojnie w latach 1945–1946 objął dowództwo 3 Brygady Pontonowo-Mostowej, którą przeformował na 1 Pułk Pontonowy we Włocławku i był w 1947 jego dowódcą.
Następnie w latach 1947–1950 był szefem Saperów Pomorskiego Okręgu Wojskowego. Na stanowisku tym kierował rozminowaniem Pomorza i Mazur oraz budową mostów pontonowych w dolnej Wiśle.
W latach 1950–1956 służył w Szefostwie Wojsk Inżynieryjnych MON, początkowo na stanowisku szefa sztabu w (1950–1954), później pełniący obowiązki szefa Wojsk Inżynieryjnych MON (1952–1954) i szef Wojsk inżynieryjnych MON (1954–1956).
W listopadzie 1956 odkomenderowany do ZSRR. Osiadł w Kijowie. Utrzymywał kontakt z polskimi saperami. Często przyjeżdżał do Polski.
Autor książki Polscy saperzy pokazującej wysiłek saperów w rozminowanie kraju i odbudowę zniszczeń wojennych.

## Awanse
- pułkownik – 1945
- generał brygady – 1954[1]

## Życie prywatne
Był żonaty, żona Anna Markowna Sołomko, nauczycielka. Małżeństwo miało syna.

## Odznaczenia
- Order Virtuti Militari III i V klasy (1968 i 1945)[3]
- Order Odrodzenia Polski III i IV klasy (1954 i 1949)[3]
- Order Sztandaru Pracy II klasy (1956)[3]
- Order Krzyża Grunwaldu III klasy (1945)[3]
- Złoty Krzyż Zasługi (1951)[3]
- Złoty Medal „Zasłużonym na Polu Chwały” (1944)[3]
- Medal za Odrę, Nysę, Bałtyk[3]
- Medal za Warszawę 1939–1945[3]
- Medal Zwycięstwa i Wolności 1945[3]
- Medal 10-lecia Polski Ludowej[3]
- Srebrny i Brązowy Medal „Siły Zbrojne w Służbie Ojczyzny” (1954 i 1951)[3]
- Order Czerwonego Sztandaru (dwukrotnie, ZSRR)[3]
- Order Czerwonej Gwiazdy (dwukrotnie w 1943, ZSRR)[3]
- Order Wojny Ojczyźnianej I i II stopnia (ZSRR)
- Medal „Za zasługi bojowe” (ZSRR)
- Medal „Za obronę Leningradu” (ZSRR)
- Medal „Za wyzwolenie Warszawy” (ZSRR)
- Medal „Za zdobycie Berlina” (ZSRR)
- Krzyż Wojenny Czechosłowacki 1939[3]